# Gomes Leal

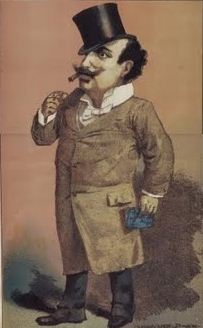

António Duarte Gomes Leal (n. Lisabona, 6 iunie, 1848 — d. 29 ianuarie, 1921, Lisabona) a fost un poet și critic literar portughez.

## Viața și opera
S-a remarcat în 1875 cu Claridades do Sul (Lumini din sud). În poezia sa există multe locuri comune, stilul său este de o verbozitate difuză, o cultură prost asimilată duce la grave confuzii de idei, dar el își are momentele sale de geniu pe care, din păcate, niciun alt portughez din epoca sa nu le-a atins. Virulența sa satirică manifestată în unele din compozițiile sale, reunite în parte în Anticristo și Fim de Um Mundo (Sfârșitul unei lumi), alternează cu predilecția sa pentru ocultism, cu un sentiment apocaliptic al catastrofei, care-l fac să se îndrepte, în ultimă fază, spre catolicismul copilăriei sale exprimat în História de Jesus și în Senhora da Melancolia (Doamna Melancolie).

## Opere
- A Fome de Camões: Poema em 4 cantos (1870)
- O Tributo do Sangue (1873)
- A Canalha (1873)
- Claridades do Sul (1875)
- A Traição (1881)
- A Morte do Atleta (1883)
- História de Jesus para as Criançinhas Lerem (1883)
- Troça à Inglaterra (1890)
- A Senhora da Melancolia (1910)

Revista literară Egophobia i-a dedicat lui Gomes Leal un întreg număr (46/2016), incluzând poeme traduse de Dan Caragea și un amplu articol despre opera esențială a poetului, intitulat Gomes Leal sub semnul Misterului, semnat de scriitorul simbolist Oliviu Crâznic.